# Прокоп де Лален
Пьер-Жак Прокоп де Лален (фр. Pierre-Jacques Procope de Lalaing; ок. 1615—1698) — граф де Реннебург, военный и государственный деятель Испанских Нидерландов.

## Биография
Второй сын Шарля III де Лалена, графа ван Хогстратена, и Александрины де Лангле.
Барон де Гасбек и Ашикур, сеньор де Кантен и Монтиньи. Последний представитель прямой линии дома де Лален в мужском колене.
Дворянин палаты штатгальтера Испанских Нидерландов дона Хуана Австрийского и капитан стрелков его гвардии.
Генерал-сержант (Sergent-Général de bataille), кампмейстер, член Военного совета, шателен Ата (1658—1667), губернатор Брюсселя во время Деволюционной войны (1667).
Брассар, автор «Истории и генеалогии графов де Лален», не знавший даты кончины графа де Реннебурга, приводит два свидетельства из записок современника:

27 сентября 1689. Я сожалею от всего сердца, что этот дом [де Лален] полностью исчезнет после смерти г-на графа де Реннебурга, которому уже больше 70 лет, и который является одним из самых значительных людей в Нидерландах (…) Печально, что этот храбрый и блестящий дом де Лален скоро угаснет. Остался один лишь граф де Реннебург, которому 80 лет. Этот сеньор всегда оказывал мне честь своей дружбой, он все ещё полон жизни и управляет городом Брюгге в настоящем 1692 году.— Brassart. Histoire et généalogie des comtes de Lalaing, p. 78

## Семья
Жена (18.01.1641): Мария (Флоранс) де Ренессе-Варфузее, дама де Гасбек, дочь Рене де Ренессе, графа де Варфузее, и Альберты д’Эгмонт
Дочь:
- Мари-Жаклин де Лален (ум. 5.01.1685), графиня де Реннебург. Муж (1674): князь Филипп-Франсуа де Берг (ум. 1704), граф ван Гринберген, её двоюродный брат